# Джонатан Крейн (трилогия «Тёмный рыцарь»)
Доктор Джо́натан Крейн (англ. Dr. Jonathan Crane), также известный как Пу́гало (англ. Scarecrow) — персонаж трилогии Кристофера Нолана «Тёмный рыцарь», основанный на одноимённом суперзлодее комиксов, публикуемых издательством DC Comics. Роль исполнил ирландский актёр Киллиан Мерфи.
Крейн предстаёт как психофармаколог-коррупционер, занимающий должность главного администратора лечебницы «Аркхем». Он тайно создал вещество, благодаря которому подвергает своих жертв галлюцинациям в виде их собственных страхов. Вместе с Ра’с аль Гулом Крейн намеревается поразить данным веществом всё население Готэма.
За своё исполнение Киллиан Мерфи получил положительные отзывы критиков и был номинирован на несколько наград.

## Создание образа

### Первое появление персонажа в комиксах
Пугало был создан писателем Биллом Фингером и художником Бобом Кейном и дебютировал в 3-м выпуске World’s Finest Comics, выпущенном осенью 1941 года. За основу внешнего образа злодея Кейн взял главного героя романа Вашингтона Ирвинга «Легенда о Сонной Лощине» — Икабода Крейна, который обладал телосложением, похожим на пугало. Фамилия Икабода и его внешность из книги были использованы для создания альтер эго Пугала — Джонатана Крейна.

### Кастинг и исполнение
Первоначально Киллиан Мерфи пробовался на роль Бэтмена, однако впоследствии режиссёр Кристофер Нолан предложил ему сыграть Пугало. Мерфи прочитал множество комиксов с участием персонажа и предложил Нолану представить его менее артистичным. «Мне не хотелось быть похожим на Уорзела Гаммиджа, поскольку [Крейн] не слишком физически внушительный человек — его больше интересует манипуляция сознанием и то, что из этого может получиться», — рассказал Мерфи.

## Биография персонажа

### «Бэтмен: Начало» (2005)
Джонатан Крейн является коррумпированным психофармакологом и главным администратором психиатрической лечебницы «Аркхем», создавшим галлюциноген, под воздействием которого люди испытывают галлюцинации и видят собственные страхи. Кармайн Фальконе помогает Крейну доставлять в Готэм наркотики в обмен на то, что Джонатан будет признавать в суде преступников невменяемыми и, таким образом, приговаривать их к заключению в «Аркхем». Впоследствии Крейн добавляет свой препарат в водопровод Готэма и подвергает его Фальконе, супергероя Бэтмена и помощницу окружного прокурора Рэйчел Доуз. С течением времени Бэтмен и Люциус Фокс разрабатывают противоядие, а после, в ходе схватки, Бэтмен применяет против Крейна его же вещество, и преступника заключают в «Аркхем». Вскоре Крейн сбегает из лечебницы благодаря участникам Лиги Теней, в числе которых — Ра’с аль Гул. Джонатан нарекает себя «Пугалом» и, предприняв попытку напасть на Рэйчел, скрывается.

### «Тёмный рыцарь» (2008)
Крейн возглавляет операцию по продаже наркотиков, но её прерывают подражатели в костюмах Бэтмена и настоящий Бэтмен. В процессе погони Тёмный рыцарь настигает и захватывает Крейна и его помощников.

### «Тёмный рыцарь: Возрождение легенды» (2012)
Спустя восемь лет, во время захвата Готэма Бейном, Крейн сбегает из тюрьмы «Блэкгейт». Джонатан становится руководителем «суда кенгуру» над представителями элиты Готэма, предлагая им выбор между смертью и изгнанием.

## Другие медиа
- Мерфи озвучил Крейна в компьютерной игре Batman Begins (2005), созданной на основе картины «Бэтмен: Начало»[9].
- В игре The Dark Knight Rises (2012) голос персонажу подарил Джейсон Гриффит[10].
- Пугало появляется в аниме-фильме 2008 года «Бэтмен: Рыцарь Готэма», события которого разворачиваются между первым и вторым фильмами трилогии Нолана. Персонажа озвучил Кори Бёртон[11].

## Восприятие
Джейкоб Слэнкард, написавший для Collider, положительно отозвался об образе Пугала в исполнении Киллиана Мерфи и назвал его одним из лучших суперзлодеев в истории; рецензент посчитал, что «доктор Крейн — человек замкнутый и тихий, и Мерфи, используя свой мягкий тон и льдисто-голубые глаза, придаёт Джонатану черты вечно недовольного и снисходительного руководителя „Лиги плюща“. В данном случае, хотя он и соответствует архетипу „суперзлодея“ в этой истории, он выглядит скорее как высокомерный всезнайка, испытывающий явное презрение к людям без страхов и паранойи». По мнению Виктории Почапской из MovieWeb, «доктор Джонатан Крейн в исполнении Мерфи, он же Пугало, стал ключевым образцом для всех последующих суперзлодеев живого действия. Мы можем наблюдать чёткий переход от ярких и комичных злодеев сериала 60-х годов и „Бэтмена“ Шумахера к мрачным и безжалостным персонажам, таким как Джокер Нолана и Загадочник Ривза. Пугало, в свою очередь, — удивительная комбинация этих двух интерпретаций»; также она представила список лучших моментов с Мерфи в трилогии.

### Номинации
| Год  | Фильм            | Актёр         | Награда                                | Категория                             | Результат |
| ---- | ---------------- | ------------- | -------------------------------------- | ------------------------------------- | --------- |
| 2005 | «Бэтмен: Начало» | Киллиан Мерфи | Golden Schmoes Awards                  | Лучшее выступление года               | Номинация |
| 2006 | «Бэтмен: Начало» | Киллиан Мерфи | Премия Лондонского кружка кинокритиков | Лучший британский актёр второго плана | Номинация |
| 2006 | «Бэтмен: Начало» | Киллиан Мерфи | MTV Movie & TV Awards                  | Лучший злодей                         | Номинация |
| 2006 | «Бэтмен: Начало» | Киллиан Мерфи | Teen Choice Awards                     | Лучший из лучших                      | Номинация |